# Gymnostoma australianum
Gymnostoma australianum är en tvåhjärtbladig växtart som beskrevs av Lawrence Alexander Sidney Johnson. Gymnostoma australianum ingår i släktet Gymnostoma och familjen Casuarinaceae. Inga underarter finns listade i Catalogue of Life.

## Bildgalleri

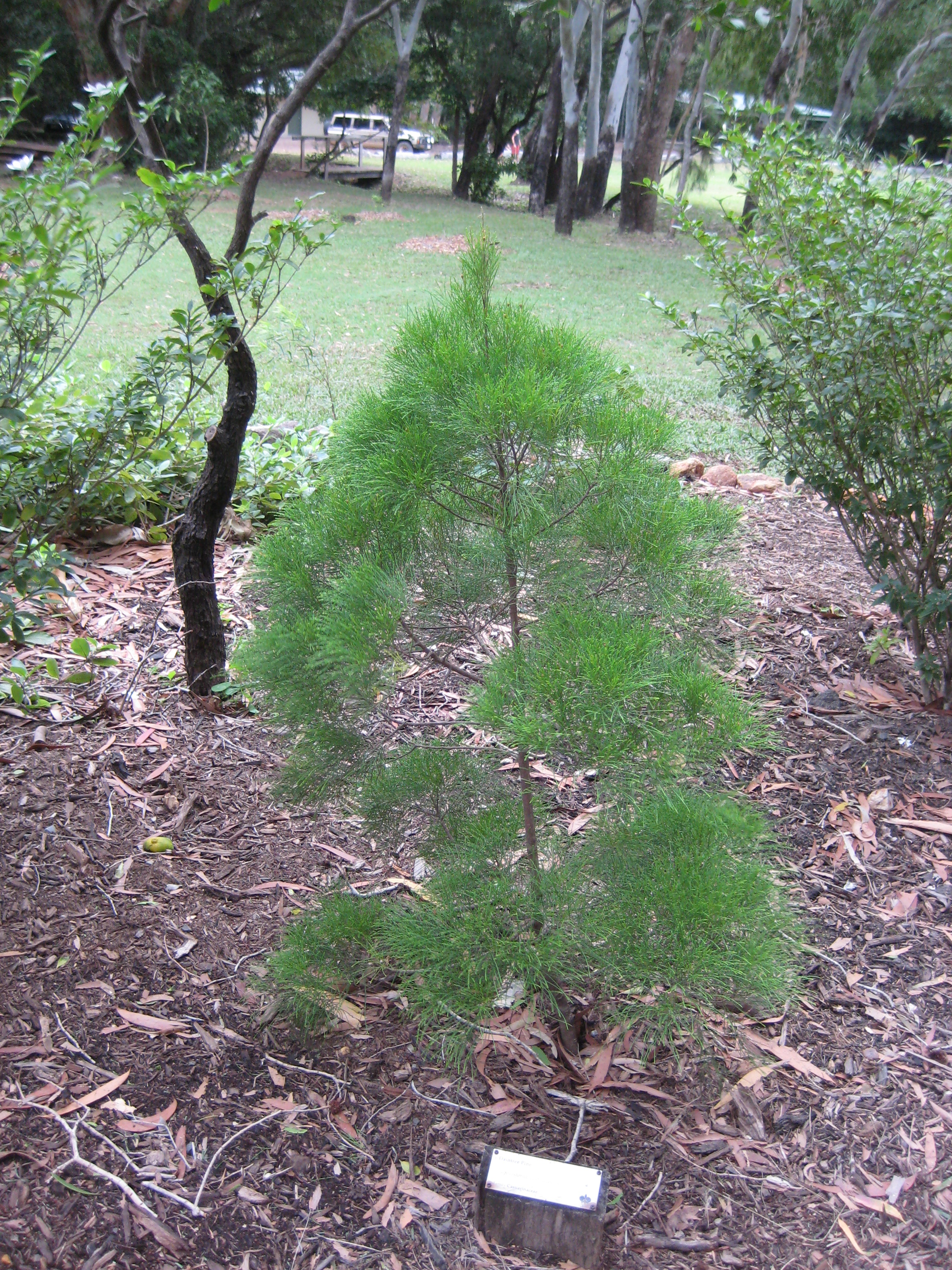